# Cradle Mountain-Lake St Clair National Park
Cradle Mountain-Lake St Clair National Park – park narodowy położony na Tasmanii, 165 km na północny zachód od Hobart. Najbardziej charakterystycznymi elementami parku są: szczyt Cradle Mountain (1 545 m n.p.m.) oraz jezioro St Clair. Park wchodzi w skład obszaru światowego dziedzictwa Tasmanian Wilderness. Założony w 1922 roku.
Na terenie Parku Narodowego Cradle Mountain-Lake St Clair rośnie wiele endemicznych gatunków. Od 40 do 55% udokumentowanych roślin alpejskich rosnących na terenie parku ma charakter endemiczny. Ponadto 68% lasów tropikalnych na Tasmanii w strefie alpejskiej występuje w parku Cradle Mountain-Lake St Clair.
Niektóre ze zwierząt żyjących na terenie parku: walabia Bennetta, dasyurus, kolczatki, wombaty i kruki.